# Tarek Omar
Tarek Omar (født 1987 i Libanon) er en dansk-palæstinensisk journalist, debattør og forfatter. Han har siden 2020 været kommunikationschef for DIGNITY - Dansk Institut mod Tortur. Han har tidligere været korrespondent, debatredaktør og journalist hos Politiken. Omar har udgivet to skønlitterære bøger.

## Privat
Omar, der er født i en palæstinensisk familie, flygtede med familien som spæd til Danmark og voksede op i Vejle. Han er uddannet i historie og journalistik fra Syddansk Universitet. Fra 2011 til 2019 har han været ansat på Politiken som bl.a. Bruxelles-korrespondent, debatredaktør, anmelder og lederskribent. I sit arbejde har han i høj grad beskæftiget sig med debatjournalistik, herunder dansk og international politik og socialfilosofi. Et andet emne, han ofte har taget under behandling, er spørgsmålet om nydanskere i dagens Danmark. Det er også emnet for hans første skønlitterære produkt, novellesamlingen "MuhameDANEREN". I 2015 udgav han romanen "Sønner af mænd", skrevet sammen med rapperen Jooks (Johan Forsby). I 2019 skiftede han til DIGNITY, hvor han først var pressechef og siden kommunikationschef.

## Journalist og debattør
Både i sin debatvirksomhed og i sit journalistiske arbejde har Tarek Omar ikke mindst lagt stemme til et nydansk generationsopgør ved at adressere en lang række konfliktfyldte problemstillinger. Hans interview i Politiken oktober 2013 med den indtil da forholdsvis ukendte debuterende digter Yahya Hassan skabte således enorm opmærksomhed og debat, dels litterært og dels politisk og kulturelt. Typiske andre emner, han har taget under behandling, er nydanske forældres ansvar for deres børn, veluddannede muslimske unge kvinders problemer med partnervalg, islamofobi og religiøse homoseksuelle.
I efteråret 2013 blev Tarek Omar indstillet til Cavlingprisen for sin evne til at trække "en række nye markante stemmer og dagsordener ind i den offentlige debat", for at have "formået at hente samfundsdebatten tilbage til sit medie og givet den en hovedrolle på et tidspunkt, hvor det ellers så ud til, at avisernes rolle var ved at blive reduceret" og for "sit klare og koncise sprog". Han fik dog ikke prisen, der gik til fem journalister fra Danmarks Radio for dokumentarserien "I Skattely".

## Skønlitterært forfatterskab

### MuhameDANEREN
I august 2011 blev Tarek Omars skønlitterære debutbog MuhameDANEREN udgivet på Politikens Forlag. Det er en samling med 20 noveller fra nydanske miljøer - en imam, der er besat af porno, kvindekamp i ghettoen, manden, hvis højeste drøm er at blive en del af flokken ved den lokale pølsevogn og derfor skiller sig af med sin kone, der insisterer på at bære tørklæde, en vred selvmordsbomber og en palæstinensisk eks-partisan i Sønderjylland er nogle af optrinene og personerne, der optræder.
Novellesamlingen blev udførligt anmeldt i dagspressen, men med ret forskellige konklusioner. Jyllandsposten skrev, at novellerne havde en "særegen gennemslagskraft", mens Berlingske mente, at forfatteren var velskrivende, men forsøgte at gabe over for meget. I Politiken var Klaus Rothsteins dom, at Tarek Omar sagtens kunne få ordene til at fænge, men at hans noveller var for forudsigelige og skabelonagtige. I Weekendavisen skrev den langt mere positive Bo Bjørnvig, at Tarek Omar helt klart kunne kunsten at overraske læseren, og at novellerne nuanceret og medrivende belyste de konflikter, der opstår, når virkeligheden og forestillingerne om den ikke harmonerer: "Fremtidens gymnasieelever kommer nok ikke uden om Omar."

### Sønner af mænd
Omars anden skønlitterære udgivelse er romanen 'Sønner af Mænd' fra 2015, som han skrev sammen med Johan Forsby, også kendt som rapperen Jooks. Bogen handler om overgangen fra velfærdssamfund til konkurrencestat, unge mænd, flydende identiteter og præstationssamfundets konsekvenser som ensomhed, utilstrækkelighed, angst og apati. Bogen blev bl.a. anmeldt i Politiken af Tonny Vorm med ordene: "Sønner af mænd er en underholdende roman med noget på hjerte om tidens unge mænd og vores retningsløse samfund. I et let anslag og en sikker, glimtvis humoristisk tone, der minder om britiske Nick Hornbys, afvikler forfatterne de tre unge mænds historie."